# Alistráti
Alistráti, en grec moderne : Αλιστράτη, est une petite ville proche de Serrès, située aux limites des districts régionaux de Dráma (en) et de Serrès, dans la région de Macédoine en Grèce. 
Elle est située à 20 km de Dráma et à 45 km de Serrès. Il s'agit d'un village traditionnel classé. Depuis 2010, Alistráti fait partie du dème de Néa Zíchni, dont elle est une unité municipale.
Selon le recensement de 2011, la population d'Alistráti compte 2 127 habitants. 
Alistráti est construit tel un amphithéâtre sur les collines du mont Meníkio (el), à une altitude de 325 m